# Kisei femminile 28
La 28ª edizione del Kisei femminile è un torneo di Go professionistico femminile giapponese, disputato dal 3 ottobre 2024 al 23 gennaio 2025.
La competizione ha previsto un torneo a eliminazione diretta preliminare; la vincitrice di questo torneo, Mukai Chiaki, ha ottenuto il diritto di sfidare la detentrice del titolo, Risa Ueno in una finale al meglio dei tre incontri. Il titolo è stato vinto da Ueno, alla prima difesa del titolo.

## Determinazione della sfidante
Gli ottavi di finale si sono disputati a partire dal 3 ottobre 2024. I quarti di finale si sono disputati l'11 e il 14 novembre. Le semifinali si sono disputate il 5 dicembre. La finale si è disputata il 16 dicembre.
|  | Ottavi di finale         | Ottavi di finale         | Ottavi di finale |  |  | Quarti di finale         | Quarti di finale         | Quarti di finale |       |                          | Semifinali               | Semifinali          | Semifinali |  |  | Finale | Finale | Finale |
|  |                          |                          |                  |  |  |                          |                          |                  |       |                          |                          |                     |            |  |  |        |        |        |
|  | Ueno Asami Tachiaoi      | Ueno Asami Tachiaoi      | B+R              |  |  |                          |                          |                  |       |                          |                          |                     |            |  |  |        |        |        |
|  | Okuda Aya 4d             | Okuda Aya 4d             |                  |  |  | Ueno Asami Tachiaoi      | Ueno Asami Tachiaoi      | N+R              |       |                          |                          |                     |            |  |  |        |        |        |
|  | Mimura Kaori 3d          | Mimura Kaori 3d          | N+R              |  |  | Mimura Kaori 3d          | Mimura Kaori 3d          |                  |       |                          |                          |                     |            |  |  |        |        |        |
|  | Takao Mari 2d            | Takao Mari 2d            |                  |  |  |                          |                          |                  |       | Ueno Asami Tachiaoi      | Ueno Asami Tachiaoi      | B+R                 |            |  |  |        |        |        |
|  | Tsukuda Akiko 6d         | Tsukuda Akiko 6d         |                  |  |  |                          | Suzuki Ayumi 7d          | Suzuki Ayumi 7d  |       |                          |                          |                     |            |  |  |        |        |        |
|  | Kato Chie 3d             | Kato Chie 3d             | B+R              |  |  | Kato Chie 3d             | Kato Chie 3d             |                  |       |                          |                          |                     |            |  |  |        |        |        |
|  | Suzuki Ayumi 7d          | Suzuki Ayumi 7d          | B+R              |  |  | Suzuki Ayumi 7d          | Suzuki Ayumi 7d          | B+R              |       |                          |                          |                     |            |  |  |        |        |        |
|  | Tatsumi Akane            | Tatsumi Akane            | B+R              |  |  |                          |                          |                  |       |                          | Ueno Asami Tachiaoi      | Ueno Asami Tachiaoi |            |  |  |        |        |        |
|  | Nyu Eiko 4d              | Nyu Eiko 4d              | B+R              |  |  |                          | Mukai Chiaki 6d          | Mukai Chiaki 6d  | N+5,5 |                          |                          |                     |            |  |  |        |        |        |
|  | Yoshida Mika 8d          | Yoshida Mika 8d          | {                |  |  | Nyu Eiko 4d              | Nyu Eiko 4d              |                  |       |                          |                          |                     |            |  |  |        |        |        |
|  | Fujisawa Rina Honinbo f. | Fujisawa Rina Honinbo f. | N+R              |  |  | Fujisawa Rina Honinbo f. | Fujisawa Rina Honinbo f. | N+4,5            |       |                          |                          |                     |            |  |  |        |        |        |
|  | Cho Chen 3d              | Cho Chen 3d              |                  |  |  |                          |                          |                  |       | Fujisawa Rina Honinbo f. | Fujisawa Rina Honinbo f. |                     |            |  |  |        |        |        |
|  | Aoki Kikuyo 8d           | Aoki Kikuyo 8d           |                  |  |  |                          | Mukai Chiaki 6d          | Mukai Chiaki 6d  | N+R   |                          |                          |                     |            |  |  |        |        |        |
|  | Xie Yimin 7d             | Xie Yimin 7d             | N+R              |  |  | Xie Yimin 7d             | Xie Yimin 7d             |                  |       |                          |                          |                     |            |  |  |        |        |        |
|  | Tsuji Hana 3d            | Tsuji Hana 3d            |                  |  |  | Mukai Chiaki 6d          | Mukai Chiaki 6d          | N+2,5            |       |                          |                          |                     |            |  |  |        |        |        |
|  | Mukai Chiaki 6d          | Mukai Chiaki 6d          | N+7,5            |  |  |                          |                          |                  |       |                          |                          |                     |            |  |  |        |        |        |

## Finale
La finale è stata una sfida al meglio delle tre partite, disputa tra la campionessa in carica Ueno Risa Kisei femminile e la sfidante Mukai Chiaki 6d.
| Giocatore          | 1 18 gennaio 2024 Hiratsuka Kanagawa | 2 25 gennaio 2024 Chiyoda Tokyo | 3 5 febbraio 2024 Chiyoda Tokyo | T |
| ------------------ | ------------------------------------ | ------------------------------- | ------------------------------- | - |
| Ueno Risa Kisei f. | N+R                                  | B+R                             |                                 | 2 |
| Mukai Chiaki 6d    |                                      |                                 |                                 | 0 |